# Cayo Sulpicio Longo
Cayo o Gayo Sulpicio Longo, nieto del tribuno consular Quinto Sulpicio Longo, fue un distinguido comandante en la guerra contra los samnitas.
Fue cónsul por primera vez, en el año 337 a. C., con Publio Elio Peto, por segunda vez, en 323 a. C., con Quinto Aulio Cerretano, y por tercera vez, en el año 314 a. C., con Marco Petelio Libón.
En este último año Sulpicio, con su colega Petelio, obtuvo una gran victoria y decisiva sobre los samnitas no muy lejos de Caudium, pero se desprende de los Fastos del Triunfo que solo Sulpicio obtuvo un triunfo.
Se conjetura de unas cuantas letras de los Fastos Capitolinos, que aparecen mutilados en este año, que Sulpicio fue censor en 319 a. C., y sabemos por los fastos del Capitolio que él fue nombrado dictador en el año 312 a. C.